# Black Veil Brides
A Black Veil Brides (röviden BVB) egy 2006-ban alakult amerikai rock együttes Hollywoodból. A zenekar egyedi megjelenéséről is ismert, amit 1980-as évekbeli glam metal zenekarok, például a Kiss és a Mötley Crüe inspiráltak. Rajongóikat BVB Army-nak szokták nevezni.

## Történet

### Sex & Hollywood(2006-2008)
A Black Veil Brides 2006-ban jött létre az Ohio állambeli Cincinnatiben, Brides néven. Az első felállásban mindössze hárman szerepeltek: Andy Biersack (ének), Johnny Herold (gitár) és Phil Cenedella (basszusgitár), de nem sokkal később csatlakozott hozzájuk a MySpace-en megismert Nate Shipp (gitár) és Chris "Craven" Riesenberg (dob). Ez a csapat írta a Knives and Penst, a Black Veil Brides mindmáig legnépszerűbb számát, ami a 2007-es, Sex & Hollywood című, magánkiadásban megjelent EP-n hallható. A dalhoz 2009-ben klip is készült, amit Patrick Fogarty rendezett – ahogy a Fallen Angelst leszámítva egyébként az összes későbbi videójukat is.
2008-ban az énekest, Andyt kivéve az egész együttes lecserélődött: a két új gitáros Chris "Hollywoood" Bluser és David "Pan" Burton lett, a dobok mögé Sandra Alvarenga ült, a basszusgitárt pedig maga Andy vette át. Bluser és Pan azonban csak egy évig bírta: személyes ellentétek és súrlódások miatt 2009-ben kiszálltak, létrehozták a House of Glass nevű formációt, és feltöltöttek három sajátnak mondott demót MySpace-re, amikről azonban kiderült, hogy kiadatlan Black Veil Brides-dalok. Pan persze az ellenkezőjét állította: szerinte ezeket ő írta, még mielőtt belépett volna a zenekarba. Az egy évvel később megjelenő első Black Veil Brides-albumra végül mindhárom szám felkerült, de a kiszivárgott demók miatt a Funeral in Flamesnek és az Alive and Burningnek új címet adtak: Beautiful Remains és All Your Hate. A harmadik érintett szerzemény, a Sweet Blasphemy címét a botrány ellenére nem változtatták meg.
A két gitáros helyét még 2009-ben Jake Pitts és Jeremy "Jinxx" Ferguson vette át, illetve Ashley Purdy személyében basszusgitárost is találtak.

### We Stitch These Wounds(2009-2010)
2009 szeptemberében a Black Veil Brides aláírt egy független kiadóhoz, a StandBy Recordshoz, és azonnal neki is láttak a debütáló album és turné munkálatainak. Decemberben a zenekar megkezdte első, On Leather Wings nevet viselő amerikai turnéját.
A bemutatkozó album, a We Stitch These Wounds 2010. július 20-án jelent meg, és az első héten több mint 10 ezer példányban kelt el, ezzel a Billboard 200-as listáján a 36., a független előadók listáján pedig az 1. helyet szerezve meg. Egyetlen számhoz, a Perfect Weaponhöz készült kislemez. A Black Veil Brides 2010 második felében a The Birthday Massacre, a Dommin és az Aural Vampire együttesekkel turnézott. Sandra ekkor kiszállt, hogy csatlakozzon a Modern Day Escape-hez, helyére Christian "CC" Coma lépett.
A zenekar élete akkor vett jelentős fordulatot, mikor a Hot Topic nevű zenei-ruházati üzletlánc illetékese, John Kirkpatrick felhívta rájuk a Lava Records igazgatójának, Jason Flomnak figyelmét. Mesélt neki arról, hogy milyen nagy érdeklődés övezi az együttest, és az ő pólóikból adtak el második legtöbbet a környéken. Ennél is lenyűgözőbb volt, hogy milyen nagy rajongótábort szereztek a csináld magad stílussal. Mikor Jason Flom meghallgatta a zenéjüket, és találkozott velük, úgy érezte, ez az, amit keresett. Később így nyilatkozott erről a HitQuartersnek: "Ők visszahozzák azt, ami már több mint egy évtizede hiányzik; ők igazi rock hősök, akik maradandót fognak alkotni. A smink, a haj, a bőrcuccok... És ami a legfontosabb: jó számaik vannak, és jól játszanak." Flom ezután megállapodott Neil Sheehannel, a Lava Records alapítójával, hogy szerződést kötnek a Black Veil Bridesszal.

### Set the World on Fire(2011)
A 2011-es évet turnézással kezdték: előbb a Murderdollsszal koncerteztek, majd a Vans Warped Touron vettek részt. Igaz, utóbbi első hetét ki kellett hagyniuk, mert Andy leesett egy oszlopról, és eltört néhány bordája. Ezután olyan híres fesztiválokon is felléptek, mint a Download Festival, a Bamboozle vagy a Rock am Ring. Április 20-án megnyerték a Revolver Magazin legjobb új előadónak járó díját.
Még ugyanebben a hónapban közzétették az új album borítóját, és megjelent róla az első kislemez, a Fallen Angels. Ehhez készült az egyetlen olyan klip, ami nem Patrick Fogarty munkája, hanem Nathan Coxé, aki korábban olyan hírességek videóit rendezte, mint a System of a Down, Marilyn Manson vagy a Korn. A Fallen Angelst az Egyesült Királyságban május 1-jén mutatták be, az amerikai premiert viszont május 10-ére halasztották, ám kárpótlásul nyilvánosságra hozták egy másik új dal, a Youth and Whisky egy rövid részletét. Június 6-án felkerült a YouTube-ra a második kislemez, a The Legacy klipje.
Ezt követően, 2011. június 14-én jelent meg a Black Veil Brides második nagylemeze, a Set the World on Fire. A címadó darab az eredeti tervek szerint a Sikoly 4 egyik betétdala lett volna, ám később kiderült, hogy mégsem használják fel a filmben. Az együttes – hogy a rajongók ne érezzék magukat becsapva – közzétett egy félperces részletet a számból, amit végül mégis egy filmben, a Transformers 3.-ban hallhattunk. Az album harmadik kislemeze a Rebel Love Song, ami október 19-étől látható a YouTube-on.
Október 25-én bizonyos okokra hivatkozva félbeszakították az aktuális turnét. Később kiderült, hogy Andy egy luxemburgi fellépésen eltörte az orrát, mikor véletlenül lefejelte a dobemelvényt. Jól láthatóan beszélni és lélegezni is alig tudott, de a súlyos sérülés ellenére úgy döntött, végigcsinálja a koncertet. Az orvosi vizsgálat után bejelentette, hogy néhány hét pihenésre van szüksége, hogy meggyógyuljon. A Buried Alive turnén tértek vissza, az Avenged Sevenfold, az Asking Alexandria és a Hollywood Undead társaságában.
Az év vége felé közeledve Andy Twitteren közölte, hogy egy EP-t készülnek kiadni, Rebels címmel. Ehhez három előzetest is megosztottak a YouTube-on: az elsőben Andy a Rebel Yell c. Billy Idol-szám felvétele közben látható, a másodikban a készülő kiadvány részleteiről beszél, a harmadikban pedig a Coffin c. dalról, ami lemaradt a Set the World on Fire albumról, és ezen a lemezen jelenik meg. A Black Veil Brides tagjai egy interjúban utalást tettek arra is, hogy az EP-n közreműködik majd egy vendéggitáros, aki végül nem más volt, mint Zakk Wylde, a Black Label Society és Ozzy Osbourne saját néven futó projektjének gitárosa, aki az Unholy c. Kiss-feldolgozás szólóját játszotta el. A három számot tartalmazó Rebels végül 2011. december 12-én került a boltokba.

### Wretched and Divine(2012-2013)
2012. május 1-jén új számmal jelentkezett a Black Veil Brides, a Bosszúállók betétdalaként megismert Unbrokennel. A dal egy korai ízelítő a 2013-as albumról. Ami ezt az albumot illeti, Jinxx és Jake, a két gitáros egy interjúban elárulta, hogy az együttes folyamatosan írja az új zenéket, és 2012 áprilisára tervezik rögzíteni az új nagylemez anyagát. Február 19-én Jake Twitteren ezt írta: "Elképesztő cucc! Ez az anyag szét fogja rúgni a seggeteket!" Egy februári interjúban Ashley arról beszélt, hogy a harmadik stúdióalbum valószínűleg csak év végére várható. Andy a Download Fesztiválon adott interjúban azt mondta: "Három számmal vagyunk kész. Augusztus végéig adtunk magunknak határidőt a felvételek befejezésére. 20-25 számot írtunk, most ezeket próbáljuk leszűkíteni. A producer John Feldmann. Sokkal inkább punk lesz, mint bármi, amit eddig csináltunk. A Social Distortion és a Metallica keveréke." Május 2-án a Black Veil Brides bejelentette: "A mai napon hivatalosan is megkezdtük az új album felvételeit, ami október 30-án fog megjelenni." Június 13-án közzétették a Rebels EP-n szereplő Coffin videóklipjét. A 2012-es európai nyári turnéjuk utolsó hetét Andy nagyapjának halála miatt le kellett mondaniuk.
Ősszel kiderült: az új album kiadását október 30-ról 2013 januárjára teszik át. Október 8-án nyilvánosságra hozták az album borítóját és címét: Wretched and Divine: The Story of the Wild Ones. Megjelenés előtti részletek Halloween napján, október 31-én lesznek meghallgathatóak/letölthetőek. A Wretched and Divine borítóját, ahogy az összes korábbi Black Veil Brides-lemezét is, Richard Villa festette. Az album egyik száma, az In The End egy rövid részlet erejéig felbukkan a WWE Hell in a Cell című műsorának reklámfilmjében. Az új anyaggal a The Church of the Wild Ones turné keretén belül fognak turnézni, a helyszínek és a dátumok egyelőre nem ismertek.

### Black Veil Brides (2014)
Az együttes 4. stúdióalbuma hivatalosan 2014. október 27-én jelent meg a Lava Records/Universal Republic Records közreműködésével. Igaz, már előtte is fellelhető volt az interneten pár részlet. Az album elnevezésével kapcsolatban sokan hadilábon állnak, ami nem csoda, hisz a zenekar eredetileg is valami ilyesmit szeretett volna. Andy így nyilatkozott ez ügyben:
"Szabadon értelmezhető. Mi Black Veil Bridesnak, a saját magunkról elnevezett albumnak nevezzük, de mivel ez a negyedik stúdiólemezünk, így joggal hívható Fournak is. Szeretem a kétértelműséget. Az előző lemezünk címe – lévén koncepcióalbum – is ehhez igazodott, mert zord volt, rengeteg dolog volt rajta, ez az új pedig kicsit több lehetőséget ad a rajongóknak a magyarázatok gyártására. Az ötlet az volt, hogy a művészet önmagáért beszél."
Az album munkálataiban egy legendás producerrel, Bob Rock-kal dolgozhattak együtt, aki olyan hatalmas zenekarok albumai mellett bábáskodott régen mint például a Metallica vagy akár a Mötley Crüe, de még sokakat lehetne említeni. Az előző albumhoz mérten a Four sokkal valószerűbb. Határozottan megjelenik benne az önelemzés és sokkal őszintébb.

#### Számlista
| Szám              | Név                    | Írók                                                                           | Idő   |  |
| 1.                | "Heart Of Fire"        | Andy Biersack, Justin Cordle, Jeremy "Jinxx" Ferguson, Mark Holman, Jake Pitts | 3:21  |  |
| 2.                | "Faithless"            | Biersack, Tommy English, Nick Long, Christian "CC" Coma, Pitts                 | 4:48  |  |
| 3.                | "Devil In The Mirror"  | Biersack, English, Ferguson, Josh Moran, Pitts                                 | 3:30  |  |
| 4.                | "Goodbye Agony"        | Biersack, Ferguson, Coma, Pitts, Scott Stevens                                 | 4:08  |  |
| 5.                | "World Of Sacrifice"   | Biersack, Ferguson, Coma, Pitts, Ashley Purdy, Stevens                         | 3:30  |  |
| 6.                | "Last Rites"           | Biersack, Ferguson, Long, Coma, Pitts                                          | 3:32  |  |
| 7.                | "Stolen Omen"          | Biersack, Ferguson, Pitts                                                      | 3:47  |  |
| 8.                | "Walk Away"            | Biersack, Ferguson, Marti Frederiksen, Holman, Pitts                           | 5:57  |  |
| 9.                | "Drag Me To The Grave" | Biersack, English, Chris Greatti, Moran, Pitts, Purdy                          | 3:45  |  |
| 10.               | "The Shattered God"    | Steve Aiello, Biersack, English, Ferguson, Pitts                               | 4:02  |  |
| 11.               | "Crown Of Thorns"      | Biersack, Ferguson, Holman, Pitts                                              | 3:39  |  |
| Teljes időtartam: | Teljes időtartam:      | Teljes időtartam:                                                              | 43:59 |  |

## Diszkográfia

### Albumok
- We Stitch These Wounds (2010. július 20.)
- Set the World on Fire (2011. június 14.)
- Wretched and Divine (2013. január 8.)
- Black Veil Brides IV (2014. október 27.)
- Vale (2018. január 12.)

### EP-k
- Sex & Hollywood (2007)
- Rebels (2011)
- The Night (2019)

### Kislemezek
- Knives and Pens (2009)
- Perfect Weapon (2010)
- Fallen Angels (2011)
- The Legacy (2011)
- Rebel Love Song (2011)
- In The End (2012)
- Carolyn (2013)
- Heart Of Fire (2014)
- Goodbye Agony (2014)

## Tagok
A 2006-os alakulástól napjainkig jelentős változások történtek a Black Veil Brides összetételét illetően. A jelenlegi tagok: Andrew Dennis Biersack (ének), Jake Pitts (szólógitár), Jeremy "Jinxx" Ferguson (ritmusgitár) és Christian "CC" Coma (dob), Lonny Eagleton (basszusgitár). Andy az egyetlen az eredeti felállásból.
| Jelenlegi tagok - Andy Biersack – basszusgitár (korábban), ének, billentyű (2006–napjainkig) - Jake Pitts – szólógitár (2009–napjainkig) - Jeremy "Jinxx" Ferguson – ritmusgitár, hegedű, háttérének (2009–napjainkig) - Christian "CC" Coma – dob, ütős hangszerek (2010–napjainkig) - Lonny Eagleton - basszusgitár (2019-napjainkig) | Korábbi Tagok - Sandra Alvarenga – dob, ütős hangszerek (2008–2010) - Chris "Hollywood" Bluser – szólógitár, háttérének (2008–2009) - David "Pan" Burton – ritmusgitár (2008–2009) - Chris "Craven" Riesenberg – dob, ütős hangszerek (2006–2008) - Nate Shipp – ritmusgitár, háttérének (2006–2008) - Johnny Herold – szólógitár (2006–2008) - Phil "Catalyst" Cenedella – basszusgitár, háttérének (2006–2008) - Ashley Purdy – basszusgitár, háttérének (2009–2019) |

### Idővonal
A *-gal jelöltek egyúttal háttérénekesek is voltak tagságuk alatt.

### Dalszöveg és üzenet
A dalszövegeik témáival azokat az embereket célozzák, akik kiközösítve érzik magukat a társadalomban. Ashley, a basszusgitáros így nyilatkozott arról, hogy mi az üzenetük a hallgatóik felé: 
"Azt az üzenetet hordozzuk, hogy mindig higgy magadban, és soha senkinek ne hagyd, hogy eltérítsen. Mi kiállunk az elnyomottak és jogaiktól megfosztottak mellett. Bármi, ami érdekes, páratlan, egyedi... Mi örömmel fogadjuk! Szóval alapvetően állj ki saját magadért; érezd jól magad, és éld úgy az életed, ahogy te szeretnéd. Csak egy életed van, hozd ki belőle a legtöbbet!"

### Az együttes neve
Ashley elmagyarázta az együttes nevének jelentését is:
"A Black Veil Brides [magyarul: fekete fátylas menyasszonyok] egy római katolikus kifejezés, amit akkor használnak, amikor egy nő apácának áll, és így feláldozza az összes vágyát azért, hogy Istennek szentelje az életét. Onnantól mondják rá, hogy fekete fátylas menyasszony. Olyan ez, mint egy rockbanda, ahol le kell mondanod egy csomó mindenről azért az egyért, ami a szenvedélyed, vagy amiben hiszel. Ez egy kettős dolog, részben pozitív, részben negatív. Egy ember életének legboldogabb pillanata lehet az, amikor összeköti az életét valakivel. És ennek ellentéte az, mikor egy olyan személy temetésén vagy, akit szerettél. És ez a kettő képes nagyon jól állni egy sötét és súlyos rockbandának."

### A stílus alakulása
A Black Veil Brides stílusa az együttes 2006-os létrejötte óta folyamatosan változik. Mikor a Sex & Hollywooddal debütáltak, a hangzásuk a post-hardcore és az alternatív rock között mozgott, és tévesen az emo jelzőt is rájuk aggatták, a kinézetük miatt, de Andy soha még hallani sem akart erről, ő a kezdetektől egy rock együttesnek szánta a Black Veil Bridest. A We Stitch These Wounds megjelenésének idején teljesen kicserélődött a felállás, a hangzás és a külső is, amiért a gothic rockba sorolták őket, pedig egyre inkább a metalcore és a hard rock felé közelítettek, bővelkedve a screamekben. Jake Pitts érkezésével majdnem mindegyik számba került gitárszóló. A Set the World on Fire és a Rebels kiadásakor külsőségekben a hair metal felé mozdultak el, miközben sokat elhagytak a metalcore-ból, és ennek helyét egyre inkább a hard rock és a heavy metal vette át. A harmadik nagylemezük az előzetes elmondások alapján egy punk album lesz.

## Linkek
- Hivatalos Facebook-oldal

## Fordítás
- Ez a szócikk részben vagy egészben  a   Black Veil Brides című angol Wikipédia-szócikk ezen változatának fordításán alapul.  Az eredeti cikk szerkesztőit annak laptörténete sorolja fel. Ez a jelzés csupán a megfogalmazás eredetét és a szerzői jogokat jelzi, nem szolgál a cikkben szereplő információk forrásmegjelöléseként.